# Aeroportul Nulato
Aeroportul Nulato (IATA: NUL, ICAO: PANU, FAA LID: NUL) este un aeroport din Alaska, Statele Unite ale Americii ce deservește zona Nulato⁠(d). Aeroportul a fost tranzitat în 2019 de 6.468 de pasageri. A fost numit după zona deservită.
Situat la o altitudine de 122 m, aeroportul dispune de 1 pistă. Este operat de Alaska Department of Transportation & Public Facilities⁠(d).

## Infrastructură

### Piste
Aeroportul dispune de o singură pistă. Pista 03/21 are suprafața de pietriș și dimensiunile 4.011 picioare × 100 picioare. 